# Rossouw’s Restaurants
Rossouw’s Restaurants ist ein südafrikanischer Restaurantführer. In ihm werden unabhängige Bewertungen von Restaurants publiziert. Seit 2010 werden die Ergebnisse auch auf der Website veröffentlicht.
Grundlage der Bewertung sind Anonymität und die Tatsache, dass die Bewerter grundsätzlich alle Mahlzeiten und Getränke selbst bezahlen. Die genauen Bewertungsmodalitäten sind geheim.
Bis einschließlich der Ausgabe 2009 wurden Restaurants in Kapstadt und den umliegenden Weinbauregionen, der Provinz Gauteng und der Region Garden Route bewertet, seit der Ausgabe 2010 zudem die Provinz Kwazulu-Natal. Es werden bis zu fünf (bis 2013 nur drei) Sterne vergeben.
Der Restaurantführer wurde von Jean-Pierre Rossouw, einem  Restaurant- und Weinkritiker des Mail & Guardian, House & Garden und Cape Times, 2004 gegründet. 

## 5-Sterne-Restaurants
2015 erreichten 20 Restaurants in Südafrika, darunter 13 im Westkap, sechs in Gauteng und eins in KwaZulu-Natal, die Höchstwertung von fünf Sternen.
Westkap
- Aubergine, Kapstadt
- Bread & Wine, Franschhoek
- Carne SA, Kapstadt
- Chefs Warehouse & Canteen, Kapstadt
- The Greenhouse, Kapstadt
- Île de Païn, Knysna
- Jordan Restaurant, Stellenbosch
- Kyoto Garden Sushi, Kapstadt
- Overture, Stellenbosch
- The Pot Luck Club, Kapstadt
- The Restaurant at Waterkloof, Somerset West
- Terroir, Stellenbosch
- The Test Kitchen, Kapstadt

Gauteng
- five hundred, Johannesburg
- Japa, Sandton
- The Local Grill, Johannesburg
- Restaurant Mosaic, Pretoria
- Qunu Grill, Sandhurst
- Ritrovo, Pretoria

KwaZulu-Natal
- The Snack Bar at Spice Emporium, Durban